# Fritz Ohlwärter
Fritz Ohlwärter (Rosenheim, 25 febbraio 1948) è un bobbista tedesco.

## Biografia
Viene ricordato come vincitore di una medaglia di bronzo nella sua disciplina, ottenuta ai campionati mondiali del 1977 (edizione tenutasi a St. Moritz, Svizzera) insieme ai suoi connazionali Jakob Resch, Walter Barfuss e Herbert Berg
Nell'edizione l'oro andò all'altra nazionale tedesca. Sempre nel bob a quattro vinse anche una medaglia d'argento ai mondiali del 1975.
Nel 1974, 1975 e nel 1979 vinse delle medaglie di bronzo nel bob a due.